# Zhamtsyn Davaazhav
Zhamtsyn Davaazhav (Teshig, Mongolia, 28 de junio de 1953-2000) fue un deportista mongol especialista en lucha libre olímpica donde llegó a ser subcampeón olímpico en Moscú 1980.

## Carrera deportiva
En los Juegos Olímpicos de 1980 celebrados en Moscú ganó la medalla de plata en lucha libre olímpica de pesos de hasta 74 kg, tras el luchador búlgaro Valentin Raychev (oro) y por delante del checoslovaco Dan Karabin (bronce).